# Polyphida argenteofasciata
Polyphida argenteofasciata är en skalbaggsart som beskrevs av Aurivillius 1910. Polyphida argenteofasciata ingår i släktet Polyphida och familjen långhorningar.
Artens utbredningsområde är Sarawak. Inga underarter finns listade i Catalogue of Life.